# 래칫 (악기)

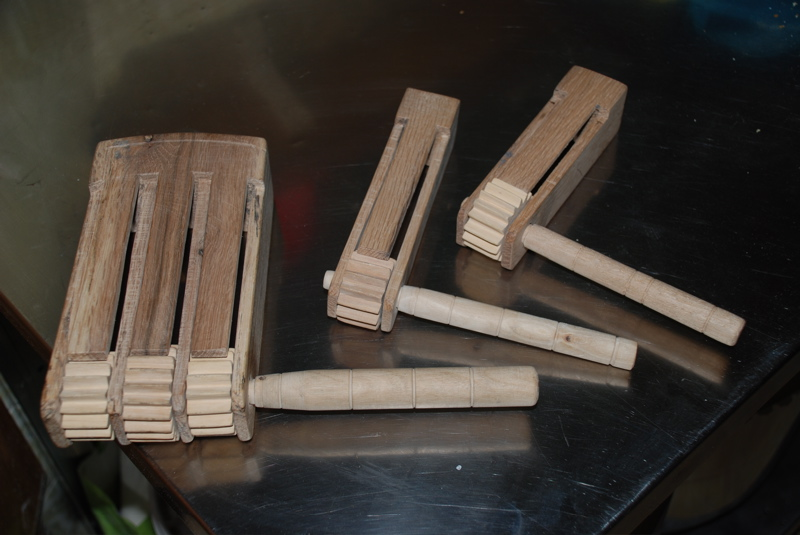
래칫

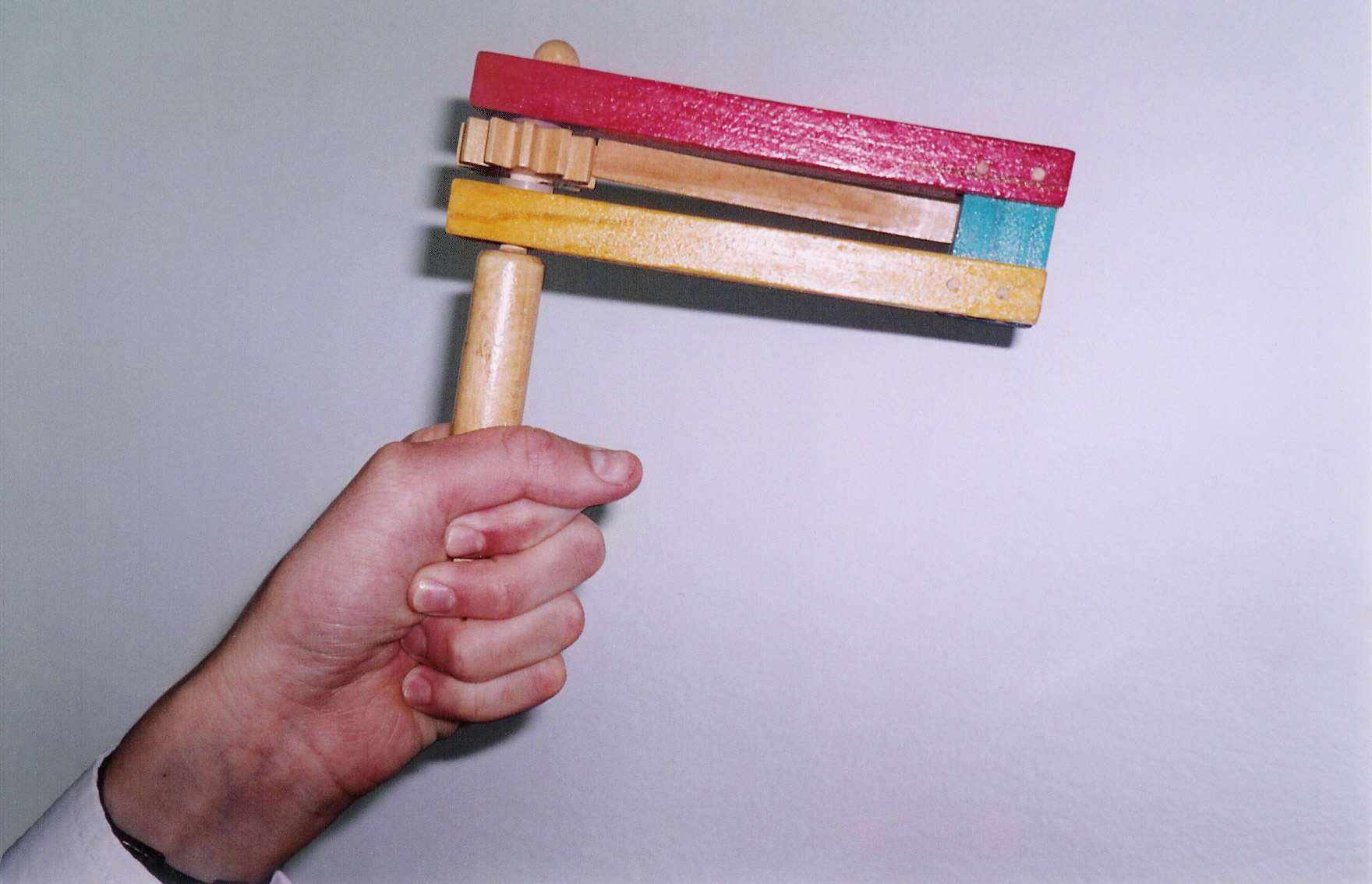
유대교의 퓨림 의식에서 사용되는 래칫

래칫(영어: Ratchet)은 타악기로 같은 이름을 지닌 장치의 원리를 이용한다. 손잡이를 흔들거나 돌려서 소리를 낸다. 이 악기를 기용한 사람으로는 리하르트 슈트라우스, 아르놀트 쇤베르크, 표트르 차이콥스키, 오토리노 레스피기 등이 있다.